# Palaeorhiza paradisea
Palaeorhiza paradisea är en biart som beskrevs av Hirashima 1978. Palaeorhiza paradisea ingår i släktet Palaeorhiza och familjen korttungebin. Inga underarter finns listade i Catalogue of Life.